# Тривиальные названия неорганических соединений
Тривиальные названия — названия, исторически закрепившиеся за какими-либо соединениями, и не соответствующие никакой номенклатуре

## А
- Адский камень
- Аланат лития
- Алунд
- Алюмоаммонийные квасцы
- Алюмогидрид лития
- Алюмокалиевые квасцы
- Аммиачная вода
- Ангидрон
- Английская соль
- Антихлор
- Аммиачная селитра

## Б
- Баритовая вода
- Баритовая селитра
- Баритовые белила
- Белый графит
- Берлинская лазурь
- Бертолетова соль
- Болотный газ
- Боразол
- Боразон
- Бордоская жидкость
- Бромная вода
- Бура

## В
- Ванадиевый купорос
- Веселящий газ
- Виолеохлорид
- Вода
- Водяной газ
- Воздушный газ

## Г
- Гашёная известь
- Генераторный газ
- Гипосульфит
- Глауберова соль
- Глинозем
- Гремучая ртуть
- Гремучее серебро
- Гремучий газ (водород + воздух)

## Д
- Двойной суперфосфат
- Дымящая серная кислота

## Е
- Едкий барит
- Едкий натр
- Едкое кали

## Ж
- Жавелевая вода (Жавелева вода)
- Железная лазурь
- Железный купорос
- Железоаммонийные квасцы
- Железокалиевые квасцы
- Жёлтая кровяная соль
- Жжёная магнезия
- Жжёный гипс
- Жидкое стекло
- Жидкость Вакенродера
- Жёлтый кек

## З
- Зелень Веронезе
- Зелень Гинье
- Зелёнка
- Золотая кислота
- Золотая соль

## И
- Известковая вода
- Известковая селитра
- Известковое молоко
- Индийская селитра
- Иодистый азот

## К
- Калиевый хромпик
- Калиевый щелок
- Кальцинированная сода
- Каменная соль
- Карболовая кислота
- Карборунд
- Каустик
- Каустическая сода
- Квасцы
- Кипелка
- Кислота Каро
- Красная кровяная соль
- Кремнезём
- Купоросное масло
- Купоросы (железный, медный и т. д.)

## Л
- Лабарракова вода
- Литопон
- Лутеохлориды
- Лунный каустик
- Ляпис

## М
- Магнезиальная смесь
- Магниевая селитра
- Марганцовка
- Медный купорос
- Меланж
- Моногидрат
- Мочевина

## Н
- Натронная известь
- Натронная селитра
- Нашатырный спирт
- Нашатырь
- Негашеная известь
- Неорганический бензол
- Нитропруссид натрия
- Норвежская селитра

## О
- Олеум
- Оловянная соль
- Оловянное масло

## П
- Пергидроль
- Питьевая сода
- Плавиковая кислота
- Поваренная соль
- Поташ
- Празеохлорид
- Препаратная соль
- Преципитат
- Пурпуреохлорид

## Р
- Растворимое стекло
- Реактив Несслера
- Рудничный газ
- Ржавчина

## С
- Свинцовый крон
- Свинцовый купорос
- Свинцовый блеск
- Свинцовый сахар
- Селитра калийная
- Серная печень
- Сернистый газ
- Серный цвет
- Сероводородная вода
- Силикагель
- Синильная кислота
- Смесь Эшка
- Сода каустическая
- Сода питьевая
- Сода стиральная
- Соли Туттона
- Соль Джонсона
- Соль Жерара
- Соль Магнуса
- Соль Мора
- Соль Пейроне
- Соль Фишера
- Соль Цейзе
- Соль Шлиппе
- Соляная кислота
- Строительный гипс
- Сулема
- Суперфосфат
- Сурик
- Сусальное золото
- Сухой лёд

## Т
- Тенарова синь
- Термитная смесь
- Тиомочевина
- Титановые белила
- Турнбулева синь

## У
- Угарный газ
- Углекислый газ

## Ф
- Феррицианид
- Ферроцианид

## Х
- Хлорид первого основания Рейзе
- Хлорид второго основания Рейзе
- Хлорная вода
- Хлорная известь
- Хромовая смесь
- Хромовый купорос
- Хромокалиевые квасцы
- Хромпик

## Ц
- Царская водка
- Цементит
- Цианистый калий
- Цинковые белила
- Циркониевые белила

## Ч
- Чилийская селитра

## Ш
- Шениты

## Ю
- Ювелирная бура